# Glaucolepis albiflorella
Glaucolepis albiflorella is een vlinder van de familie van de dwergmineermotten (Nepticulidae), van de onderfamilie van de Nepticulinae. De wetenschappelijke naam van deze soort is voor het eerst voorgesteld als Trifurcula albiflorella door Josef Wilhelm Klimesch in een publicatie uit 1978.

## Verspreiding
De soort komt in Griekenland en Turkije.

## Waardplanten
De rups leeft op Nepeta nuda ssp. albiflora (Lamiaceae).